# التزلج على اللوح في الألعاب الأولمبية الصيفية 2024
ستقام مسابقات التزلج على اللوح في دورة الألعاب الأولمبية الصيفية 2024 في الفترة من 27 يوليو إلى 7 أغسطس في ساحة الكونكورد، هي من الرياضات المضافة الى البرنامج وليست من البرنامج الرئيسي، وذلك للمرة الثانية منذ الظهور الرسمي الأول للرياضة قبل ثلاث سنوات في طوكيو 2020.  ستشهد باريس 2024 المزيد من المتزلجين الذين يتنافسون عبر أربع أحداث ميداليات (الشارع والمتنزه لكل من الرجال والسيدات) حيث يتوسع حجم القائمة تدريجيًا من 80 في طوكيو إلى 88. 